# 兩非
兩非，中國生育政策術語，指「非医学需要的胎儿性别鉴定」和「非医学需要的人工终止妊娠行为」（即墮胎/人工流產）。經中國国家卫生和计划生育委员会討論，2016年5月1日實行《禁止非医学需要的胎儿性别鉴定和选择性别人工终止妊娠的规定》，取代2002年11月29日的《关于禁止非医学需要的胎儿性别鉴定和选择性别的人工终止妊娠的规定》。